# Kupang (Ambarawa)
Kupang is een bestuurslaag in het regentschap Semarang van de provincie Midden-Java, Indonesië. Kupang telt 13.940 inwoners (volkstelling 2010).